# Kataklaza
Kataklaza – typ metamorfizmu dynamicznego. Proces zachodzący w skorupie ziemskiej pod wpływem ciśnienia górotwórczego polegający na tektonicznym kruszeniu, obracaniu i przemieszczaniu ziaren mineralnych w skale i samej skały, bez jej przebudowy chemicznej i krystalograficznej. Najłatwiej kataklazie ulegają  skały twarde i kruche, mało podatne na reakcje chemiczne, np. granity, gnejsy, kwarcyty.
Efektem tego zjawiska są kataklazyty.